# Братя по карате
„Братя по карате“ (на английски: Kickin' It) е американски сериал, дебютирал по Disney XD на 13 юни 2011 г.
Шоуто има 4 сезона като премиерата на втория сезон е на 2 април 2012 г., а на третия – на 1 април 2013 г. Премиерата на четвърти сезон е на 17 февруари 2014, а финала, също и на сериала е на 25 март 2015. В четвърти сезон Оливия Холт не е от главните герои, заради сериала на Дисни „Не бях аз“, но се появява за няколко епизода.

## Излъчване
| Сезон | Сезон | Епизоди | Начало на сезона | Край на сезона  |
| ----- | ----- | ------- | ---------------- | --------------- |
|       | 1     | 21      | 13 юни 2011      | 26 март 2012    |
|       | 2     | 23      | 2 април 2012     | 3 декември 2012 |
|       | 3     | 22      | 1 април 2013     | 27 януари 2014  |
|       | 4     | 18      | 17 февруари 2014 | 25 март 2015    |

## Сюжет
Разположен в мола на Сиъфърд, Боби Уасаби Академия по бойни изкуства е известен като най-лошото доджо във веригата Боби Уасаби. За да се подобри имиджа на доджото, момчетата привличат новото момче – Джак. Доджото трябва да спечели два колана на следващия турнир или ще ги затворят. И така Джак им помага да влязат във форма и спечелят коланите. В края на епизода Ким, която първоначално е била член на съперник – доджо Черните дракони, се присъединява към Боби Уасаби доджо. В по-късните епизоди зрителите се запознават с връзките на главните герои и появяване на второстепенни роли като Кай – братовчеда на Джак, Сенсей Тай и Франк от Черните дракони, Броуди, в 2 сезон Карсън – бивш член на Боби Уасаби, който се връща в града и в доджото, но като побеждава Джак, започва да се съмнява, че има нещо нередно в него и по-късно се разкрива, че Карсън е измамник. В трети сезон се появява и Сам, който е сирак в манастир и Руди започва да се грижи за него и го осиновява. Във втори и в трети сезон героите се сдобиват с повече приятели и любовни интереси. В 3 сезон, епизод 8 Джак и Ким започват да излизат заедно. В края на трети сезон Ким заминава за Япония, за да учи в академията за бойни изкуства Отай. В четвърти сезон се появява нова героиня – Тейлър.

## Актьори и герои
1. Джак (Лео Хауърд), новото момче в града, е опитен боец и скейтбордист. Лоялен е към приятелите си и ги вдъхновява за какво ли не. Най-опитен и талантлив ученик в доджото. Черните дракони също се опитват да присъединят Джак към доджото си, но опитите им са неуспешни. Разкрива се, че той се страхува от клоуни. През сезон 1 и 2 се намеква, че Джак и Ким може да си падат един по друг, докато накрая, в сезон 3, епизод 8 („Две срещи и едно погребение“), те наистина започват да излизат заедно. Също така се разкрива, че Джак има братовчед на име Кай, който го е победил в карате двубой две години преди това.
2. Милтън (Дилан Снайдър) – записва се в академията по бойни изкуства, за да се защитава, след като се е превърнал в обект на тормоз. В по-късните епизоди се сдобива със също толкова шантава, но по-романтична от себе си приятелка на име Джули.
3. Джери (Матео Ариас) е латино и говори испански свободно. Талантлив танцьор, макар и труден човек, но лоялен и сериозен, когато става въпрос за приятелство. Той не е най-умният тип в света, но понякога има добри идеи.
4. Ким (Оливия Холт) – уверен майстор по бойни изкуства и единственото момиче в доджото. Бивш член на доджото съперник, Черните дракони, която се присъединява към Боби Уасаби академия, след като открива, че Черните дракони са измамници. Много хора я подценяват, защото е момиче. В епизода „Хващай пътя, Джак“ е разкрито, че тя има чувства към Джак, и в сезон 3, епизод 8, те започват да излизат. Тя има черен колан и е вторият най-добър майстор по бойни изкуства в доджото след Джак.
5. Еди (Алекс Джоунс) – сладко, но некоординирано дете, което посещава Боби Уасаби, за да бъде във форма. Обича да изпитва усещането за постижение и се опасява, че ако залата бъде затворена, няма да има друг избор, освен да се върне в Академията по танци на г-жа Кинг.
6. Руди (Джейсън Ърлс) – майстор по бойни изкуства, който е извън играта за известно време, преди да използва всичките си спестявания и да стане собственик и сенсей на Боби Уасаби академия по бойни изкуства.

## „Братя по карате“ в България
В България е излъчен целият първи сезон от 5 май 2012 г. до 24 февруари 2013 г. по Disney Channel. Премиерата на втори сезон е на 11 август 2013 г. от 9:00, а на третия сезон е на 31 януари 2015 г. Началото на четвъртия сезон е на 12 март 2016 г. В първи и втори сезон дублажът е на студио Доли, а в трети и четвърти дублажът е на Александра Аудио. Сред озвучаващите актьори на български са Мина Костова, Мариета Петрова, Нина Гавазова, Кирил Бояджиев, Петър Бонев, Христо Димитров, Илиян Пенев, Иван Велчев, Живко Джуранов, Момчил Степанов, Георги Стоянов, Николай Пърлев, Владимир Зомбори и Тодор Кайков.